# Tour d'Oman 2022
El Tour d'Oman 2022 fou l'onzena edició del Tour d'Oman. La cursa es va disputar en sis etapes entre el 10 i el 15 de febrer de 2022, amb un total de 891 km disputats. La cursa formava part de l'UCI ProSeries 2022, amb una categoria 2.Pro.
El vencedor final fou el txec Jan Hirt (Intermarché-Wanty-Gobert Matériaux), que s'imposà per un minut a l'italià Fausto Masnada (Quick-Step Alpha Vinyl) i el portuguès Rui Costa (UAE Team Emirates).

## Equips participants
L'organització convidà a 17 equips a prendre part en aquesta cursa.
| WorldTeams (7)- Cofidis - Groupama-FDJ - Intermarché-Wanty-Gobert Matériaux - Quick-Step Alpha Vinyl - BikeExchange-Jayco - Team DSM - UAE Team Emirates ProTeams (8)- Bardiani-CSF-Faizanè - Bingoal Pauwels Sauces WB - Burgos-BH - Euskaltel-Euskadi - Gazprom-RusVelo - Arkéa-Samsic - Team Novo Nordisk - Uno-X Pro Cycling Team Equip continental- Astana Qazaqstan Development Team Equip nacional- Oman |
| |

## Etapes
| Etapa    | Data      | Ciutats d'etapa                                                    | type              | Distància (km) | Desnivell (m) | Vencedor de l'etapa     | Líder de la general     |
| -------- | --------- | ------------------------------------------------------------------ | ----------------- | -------------- | ------------- | ----------------------- | ----------------------- |
| 1a etapa | 10 de feb | Fortalesa d'Al-Rustak – Centre de Convencions i Exposicions d'Oman | etapa plana       | 138            | 684 m         | Fernando Gaviria Rendón | Fernando Gaviria Rendón |
| 2a etapa | 11 de feb | Jardí Naseem – Suhar                                               | etapa plana       | 167,5          | 179 m         | Mark Cavendish          | Mark Cavendish          |
| 3a etapa | 12 de feb | Universitat Sultà Qabus – Qurayyat                                 | etapa accidentada | 180            | 1.918 m       | Anthon Charmig          | Anthon Charmig          |
| 4a etapa | 13 de feb | Sifah – Masqat                                                     | etapa accidentada | 119,5          | 2.174 m       | Fausto Masnada          | Fausto Masnada          |
| 5a etapa | 14 de feb | Samā'il – Jebel Akhdar                                             | etapa de muntanya | 150,5          | 1.967 m       | Jan Hirt                | Jan Hirt                |
| 6a etapa | 15 de feb | Masqat – Matrah Corniche                                           | etapa plana       | 135,5          | 1.097 m       | Fernando Gaviria Rendón | Jan Hirt                |

### Etapa 1
| \| Classificació de l'etapa \| Classificació de l'etapa \| Classificació de l'etapa \| Classificació de l'etapa \| Classificació de l'etapa \| \| Corredor \| Corredor \| Equip \| Temps \| \| \| ------------------------ \| ------------------------------- \| ---------------------------------- \| ------------------------ \| ------------------------ \| \| 1r \| Fernando Gaviria Rendón \| UAE Team Emirates \| 3h 17' 04" \| \| \| 2n \| Mark Cavendish \| Quick-Step Alpha Vinyl \| + 0" \| \| \| 3r \| Kaden Groves \| BikeExchange-Jayco \| + 0" \| \| \| 4t \| Amaury Capiot \| Arkéa-Samsic \| + 0" \| \| \| 5è \| Paul Penhoët \| Groupama-FDJ \| + 0" \| \| \| 6è \| Maximiliano Richeze Araquistain \| UAE Team Emirates \| + 0" \| \| \| 7è \| Max Walscheid \| Cofidis \| + 0" \| \| \| 8è \| Hugo Page \| Intermarché-Wanty-Gobert Matériaux \| + 0" \| \| \| 9è \| Andrea Peron \| Team Novo Nordisk \| + 0" \| \| \| 10è \| Mihkel Räim \| Burgos-BH \| + 0" \| \| |                                 |                                    |            |
| |                                 |                                    |            |
| Font: ProCyclingStats |                                 |                                    |            |
| Classificació de l'etapa |                                 |                                    |            |
| Corredor | Corredor                        | Equip                              | Temps      |
| 1r | Fernando Gaviria Rendón         | UAE Team Emirates                  | 3h 17' 04" |
| 2n | Mark Cavendish                  | Quick-Step Alpha Vinyl             | + 0"       |
| 3r | Kaden Groves                    | BikeExchange-Jayco                 | + 0"       |
| 4t | Amaury Capiot                   | Arkéa-Samsic                       | + 0"       |
| 5è | Paul Penhoët                    | Groupama-FDJ                       | + 0"       |
| 6è | Maximiliano Richeze Araquistain | UAE Team Emirates                  | + 0"       |
| 7è | Max Walscheid                   | Cofidis                            | + 0"       |
| 8è | Hugo Page                       | Intermarché-Wanty-Gobert Matériaux | + 0"       |
| 9è | Andrea Peron                    | Team Novo Nordisk                  | + 0"       |
| 10è | Mihkel Räim                     | Burgos-BH                          | + 0"       |

| \| Classificació general \| Classificació general \| Classificació general \| Classificació general \| Classificació general \| \| Corredor \| Corredor \| Equip \| Temps \| \| \| --------------------- \| ------------------------------- \| ---------------------- \| --------------------- \| --------------------- \| \| 1r \| Fernando Gaviria Rendón \| UAE Team Emirates \| 3h 16' 54" \| \| \| 2n \| Mark Cavendish \| Quick-Step Alpha Vinyl \| + 2" \| \| \| 3r \| Peio Goikoetxea \| Euskaltel-Euskadi \| + 4" \| \| \| 4t \| Kaden Groves \| BikeExchange-Jayco \| + 6" \| \| \| 5è \| Rui Alberto Faria da Costa \| UAE Team Emirates \| + 9" \| \| \| 6è \| Jan Dunnewind \| Team Novo Nordisk \| + 9" \| \| \| 7è \| Amaury Capiot \| Arkéa-Samsic \| + 10" \| \| \| 8è \| Paul Penhoët \| Groupama-FDJ \| + 10" \| \| \| 9è \| Maximiliano Richeze Araquistain \| UAE Team Emirates \| + 10" \| \| \| 10è \| Max Walscheid \| Cofidis \| + 10" \| \| |                                 |                        |            |
| |                                 |                        |            |
| Font: ProCyclingStats |                                 |                        |            |
| Classificació general |                                 |                        |            |
| Corredor | Corredor                        | Equip                  | Temps      |
| 1r | Fernando Gaviria Rendón         | UAE Team Emirates      | 3h 16' 54" |
| 2n | Mark Cavendish                  | Quick-Step Alpha Vinyl | + 2"       |
| 3r | Peio Goikoetxea                 | Euskaltel-Euskadi      | + 4"       |
| 4t | Kaden Groves                    | BikeExchange-Jayco     | + 6"       |
| 5è | Rui Alberto Faria da Costa      | UAE Team Emirates      | + 9"       |
| 6è | Jan Dunnewind                   | Team Novo Nordisk      | + 9"       |
| 7è | Amaury Capiot                   | Arkéa-Samsic           | + 10"      |
| 8è | Paul Penhoët                    | Groupama-FDJ           | + 10"      |
| 9è | Maximiliano Richeze Araquistain | UAE Team Emirates      | + 10"      |
| 10è | Max Walscheid                   | Cofidis                | + 10"      |

### Etapa 2
| \| Classificació de l'etapa \| Classificació de l'etapa \| Classificació de l'etapa \| Classificació de l'etapa \| Classificació de l'etapa \| \| Corredor \| Corredor \| Equip \| Temps \| \| \| ------------------------ \| ------------------------ \| ---------------------------------- \| ------------------------ \| ------------------------ \| \| 1r \| Mark Cavendish \| Quick-Step Alpha Vinyl \| 4h 10' 31" \| \| \| 2n \| Kaden Groves \| BikeExchange-Jayco \| + 0" \| \| \| 3r \| Amaury Capiot \| Arkéa-Samsic \| + 0" \| \| \| 4t \| Fernando Gaviria Rendón \| UAE Team Emirates \| + 0" \| \| \| 5è \| Tom Devriendt \| Intermarché-Wanty-Gobert Matériaux \| + 0" \| \| \| 6è \| Mihkel Räim \| Burgos-BH \| + 0" \| \| \| 7è \| Campbell Stewart \| BikeExchange-Jayco \| + 0" \| \| \| 8è \| Paul Penhoët \| Groupama-FDJ \| + 0" \| \| \| 9è \| Milan Menten \| Bingoal Pauwels Sauces WB \| + 0" \| \| \| 10è \| Carlos Canal Blanco \| Euskaltel-Euskadi \| + 0" \| \| |                         |                                    |            |
| |                         |                                    |            |
| Font: ProCyclingStats |                         |                                    |            |
| Classificació de l'etapa |                         |                                    |            |
| Corredor | Corredor                | Equip                              | Temps      |
| 1r | Mark Cavendish          | Quick-Step Alpha Vinyl             | 4h 10' 31" |
| 2n | Kaden Groves            | BikeExchange-Jayco                 | + 0"       |
| 3r | Amaury Capiot           | Arkéa-Samsic                       | + 0"       |
| 4t | Fernando Gaviria Rendón | UAE Team Emirates                  | + 0"       |
| 5è | Tom Devriendt           | Intermarché-Wanty-Gobert Matériaux | + 0"       |
| 6è | Mihkel Räim             | Burgos-BH                          | + 0"       |
| 7è | Campbell Stewart        | BikeExchange-Jayco                 | + 0"       |
| 8è | Paul Penhoët            | Groupama-FDJ                       | + 0"       |
| 9è | Milan Menten            | Bingoal Pauwels Sauces WB          | + 0"       |
| 10è | Carlos Canal Blanco     | Euskaltel-Euskadi                  | + 0"       |

| \| Classificació general \| Classificació general \| Classificació general \| Classificació general \| Classificació general \| \| Corredor \| Corredor \| Equip \| Temps \| \| \| --------------------- \| -------------------------- \| ------------------------- \| --------------------- \| --------------------- \| \| 1r \| Mark Cavendish \| Quick-Step Alpha Vinyl \| 7h 27' 16" \| \| \| 2n \| Kaden Groves \| BikeExchange-Jayco \| + 9" \| \| \| 3r \| Fernando Gaviria Rendón \| UAE Team Emirates \| + 9" \| \| \| 4t \| Antonio Angulo \| Euskaltel-Euskadi \| + 13" \| \| \| 5è \| Peio Goikoetxea \| Euskaltel-Euskadi \| + 13" \| \| \| 6è \| Amaury Capiot \| Arkéa-Samsic \| + 15" \| \| \| 7è \| Rui Alberto Faria da Costa \| UAE Team Emirates \| + 17" \| \| \| 8è \| Paul Penhoët \| Groupama-FDJ \| + 19" \| \| \| 9è \| Mihkel Räim \| Burgos-BH \| + 19" \| \| \| 10è \| Milan Menten \| Bingoal Pauwels Sauces WB \| + 19" \| \| |                            |                           |            |
| |                            |                           |            |
| Font: ProCyclingStats |                            |                           |            |
| Classificació general |                            |                           |            |
| Corredor | Corredor                   | Equip                     | Temps      |
| 1r | Mark Cavendish             | Quick-Step Alpha Vinyl    | 7h 27' 16" |
| 2n | Kaden Groves               | BikeExchange-Jayco        | + 9"       |
| 3r | Fernando Gaviria Rendón    | UAE Team Emirates         | + 9"       |
| 4t | Antonio Angulo             | Euskaltel-Euskadi         | + 13"      |
| 5è | Peio Goikoetxea            | Euskaltel-Euskadi         | + 13"      |
| 6è | Amaury Capiot              | Arkéa-Samsic              | + 15"      |
| 7è | Rui Alberto Faria da Costa | UAE Team Emirates         | + 17"      |
| 8è | Paul Penhoët               | Groupama-FDJ              | + 19"      |
| 9è | Mihkel Räim                | Burgos-BH                 | + 19"      |
| 10è | Milan Menten               | Bingoal Pauwels Sauces WB | + 19"      |

### Etapa 3
| \| Classificació de l'etapa \| Classificació de l'etapa \| Classificació de l'etapa \| Classificació de l'etapa \| Classificació de l'etapa \| \| Corredor \| Corredor \| Equip \| Temps \| \| \| ------------------------ \| -------------------------- \| ---------------------------------- \| ------------------------ \| ------------------------ \| \| 1r \| Anthon Charmig \| Uno-X Pro Cycling Team \| 4h 19' 30" \| \| \| 2n \| Jan Hirt \| Intermarché-Wanty-Gobert Matériaux \| + 0" \| \| \| 3r \| Élie Gesbert \| Arkéa-Samsic \| + 2" \| \| \| 4t \| Fausto Masnada \| Quick-Step Alpha Vinyl \| + 4" \| \| \| 5è \| Rui Alberto Faria da Costa \| UAE Team Emirates \| + 4" \| \| \| 6è \| Rein Taaramäe \| Intermarché-Wanty-Gobert Matériaux \| + 4" \| \| \| 7è \| Henri Vandenabeele \| Team DSM \| + 4" \| \| \| 8è \| Harold Martín López \| Astana Qazaqstan Development Team \| + 7" \| \| \| 9è \| Denís Nekràssov \| Gazprom-RusVelo \| + 7" \| \| \| 10è \| Mauro Schmid \| Quick-Step Alpha Vinyl \| + 7" \| \| |                            |                                    |            |
| |                            |                                    |            |
| Font: ProCyclingStats |                            |                                    |            |
| Classificació de l'etapa |                            |                                    |            |
| Corredor | Corredor                   | Equip                              | Temps      |
| 1r | Anthon Charmig             | Uno-X Pro Cycling Team             | 4h 19' 30" |
| 2n | Jan Hirt                   | Intermarché-Wanty-Gobert Matériaux | + 0"       |
| 3r | Élie Gesbert               | Arkéa-Samsic                       | + 2"       |
| 4t | Fausto Masnada             | Quick-Step Alpha Vinyl             | + 4"       |
| 5è | Rui Alberto Faria da Costa | UAE Team Emirates                  | + 4"       |
| 6è | Rein Taaramäe              | Intermarché-Wanty-Gobert Matériaux | + 4"       |
| 7è | Henri Vandenabeele         | Team DSM                           | + 4"       |
| 8è | Harold Martín López        | Astana Qazaqstan Development Team  | + 7"       |
| 9è | Denís Nekràssov            | Gazprom-RusVelo                    | + 7"       |
| 10è | Mauro Schmid               | Quick-Step Alpha Vinyl             | + 7"       |

| \| Classificació general \| Classificació general \| Classificació general \| Classificació general \| Classificació general \| \| Corredor \| Corredor \| Equip \| Temps \| \| \| --------------------- \| -------------------------- \| ---------------------------------- \| --------------------- \| --------------------- \| \| 1r \| Anthon Charmig \| Uno-X Pro Cycling Team \| 11h 46' 55" \| \| \| 2n \| Jan Hirt \| Intermarché-Wanty-Gobert Matériaux \| + 4" \| \| \| 3r \| Élie Gesbert \| Arkéa-Samsic \| + 8" \| \| \| 4t \| Rui Alberto Faria da Costa \| UAE Team Emirates \| + 12" \| \| \| 5è \| Rein Taaramäe \| Intermarché-Wanty-Gobert Matériaux \| + 14" \| \| \| 6è \| Denís Nekràssov \| Gazprom-RusVelo \| + 17" \| \| \| 7è \| Harold Martín López \| Astana Qazaqstan Development Team \| + 17" \| \| \| 8è \| Hugo Page \| Intermarché-Wanty-Gobert Matériaux \| + 17" \| \| \| 9è \| Ryan Gibbons \| UAE Team Emirates \| + 17" \| \| \| 10è \| Filippo Zana \| Bardiani CSF Faizanè \| + 17" \| \| |                            |                                    |             |
| |                            |                                    |             |
| Font: ProCyclingStats |                            |                                    |             |
| Classificació general |                            |                                    |             |
| Corredor | Corredor                   | Equip                              | Temps       |
| 1r | Anthon Charmig             | Uno-X Pro Cycling Team             | 11h 46' 55" |
| 2n | Jan Hirt                   | Intermarché-Wanty-Gobert Matériaux | + 4"        |
| 3r | Élie Gesbert               | Arkéa-Samsic                       | + 8"        |
| 4t | Rui Alberto Faria da Costa | UAE Team Emirates                  | + 12"       |
| 5è | Rein Taaramäe              | Intermarché-Wanty-Gobert Matériaux | + 14"       |
| 6è | Denís Nekràssov            | Gazprom-RusVelo                    | + 17"       |
| 7è | Harold Martín López        | Astana Qazaqstan Development Team  | + 17"       |
| 8è | Hugo Page                  | Intermarché-Wanty-Gobert Matériaux | + 17"       |
| 9è | Ryan Gibbons               | UAE Team Emirates                  | + 17"       |
| 10è | Filippo Zana               | Bardiani CSF Faizanè               | + 17"       |

### Etapa 4
| \| Classificació de l'etapa \| Classificació de l'etapa \| Classificació de l'etapa \| Classificació de l'etapa \| Classificació de l'etapa \| \| Corredor \| Corredor \| Equip \| Temps \| \| \| ------------------------ \| -------------------------- \| ---------------------------------- \| ------------------------ \| ------------------------ \| \| 1r \| Fausto Masnada \| Quick-Step Alpha Vinyl \| 3h 01' 53" \| \| \| 2n \| Mauro Schmid \| Quick-Step Alpha Vinyl \| + 1' 07" \| \| \| 3r \| Kévin Vauquelin \| Arkéa-Samsic \| + 1' 07" \| \| \| 4t \| Rui Alberto Faria da Costa \| UAE Team Emirates \| + 1' 07" \| \| \| 5è \| Kevin Vermaerke \| Team DSM \| + 1' 07" \| \| \| 6è \| Anthon Charmig \| Uno-X Pro Cycling Team \| + 1' 07" \| \| \| 7è \| Jan Hirt \| Intermarché-Wanty-Gobert Matériaux \| + 1' 07" \| \| \| 8è \| Henri Vandenabeele \| Team DSM \| + 1' 07" \| \| \| 9è \| Sander Armée \| Cofidis \| + 1' 18" \| \| \| 10è \| Jonas Iversby Hvideberg \| Team DSM \| + 1' 23" \| \| |                            |                                    |            |
| |                            |                                    |            |
| Font: ProCyclingStats |                            |                                    |            |
| Classificació de l'etapa |                            |                                    |            |
| Corredor | Corredor                   | Equip                              | Temps      |
| 1r | Fausto Masnada             | Quick-Step Alpha Vinyl             | 3h 01' 53" |
| 2n | Mauro Schmid               | Quick-Step Alpha Vinyl             | + 1' 07"   |
| 3r | Kévin Vauquelin            | Arkéa-Samsic                       | + 1' 07"   |
| 4t | Rui Alberto Faria da Costa | UAE Team Emirates                  | + 1' 07"   |
| 5è | Kevin Vermaerke            | Team DSM                           | + 1' 07"   |
| 6è | Anthon Charmig             | Uno-X Pro Cycling Team             | + 1' 07"   |
| 7è | Jan Hirt                   | Intermarché-Wanty-Gobert Matériaux | + 1' 07"   |
| 8è | Henri Vandenabeele         | Team DSM                           | + 1' 07"   |
| 9è | Sander Armée               | Cofidis                            | + 1' 18"   |
| 10è | Jonas Iversby Hvideberg    | Team DSM                           | + 1' 23"   |

| \| Classificació general \| Classificació general \| Classificació general \| Classificació general \| Classificació general \| \| Corredor \| Corredor \| Equip \| Temps \| \| \| --------------------- \| -------------------------- \| ---------------------------------- \| --------------------- \| --------------------- \| \| 1r \| Fausto Masnada \| Quick-Step Alpha Vinyl \| 14h 49' 00" \| \| \| 2n \| Anthon Charmig \| Uno-X Pro Cycling Team \| + 55" \| \| \| 3r \| Jan Hirt \| Intermarché-Wanty-Gobert Matériaux \| + 58" \| \| \| 4t \| Mauro Schmid \| Quick-Step Alpha Vinyl \| + 1' 06" \| \| \| 5è \| Rui Alberto Faria da Costa \| UAE Team Emirates \| + 1' 07" \| \| \| 6è \| Élie Gesbert \| Arkéa-Samsic \| + 1' 22" \| \| \| 7è \| Kevin Vermaerke \| Team DSM \| + 1' 22" \| \| \| 8è \| Henri Vandenabeele \| Team DSM \| + 1' 23" \| \| \| 9è \| Rein Taaramäe \| Intermarché-Wanty-Gobert Matériaux \| + 1' 28" \| \| \| 10è \| Denís Nekràssov \| Gazprom-RusVelo \| + 1' 31" \| \| |                            |                                    |             |
| |                            |                                    |             |
| Font: ProCyclingStats |                            |                                    |             |
| Classificació general |                            |                                    |             |
| Corredor | Corredor                   | Equip                              | Temps       |
| 1r | Fausto Masnada             | Quick-Step Alpha Vinyl             | 14h 49' 00" |
| 2n | Anthon Charmig             | Uno-X Pro Cycling Team             | + 55"       |
| 3r | Jan Hirt                   | Intermarché-Wanty-Gobert Matériaux | + 58"       |
| 4t | Mauro Schmid               | Quick-Step Alpha Vinyl             | + 1' 06"    |
| 5è | Rui Alberto Faria da Costa | UAE Team Emirates                  | + 1' 07"    |
| 6è | Élie Gesbert               | Arkéa-Samsic                       | + 1' 22"    |
| 7è | Kevin Vermaerke            | Team DSM                           | + 1' 22"    |
| 8è | Henri Vandenabeele         | Team DSM                           | + 1' 23"    |
| 9è | Rein Taaramäe              | Intermarché-Wanty-Gobert Matériaux | + 1' 28"    |
| 10è | Denís Nekràssov            | Gazprom-RusVelo                    | + 1' 31"    |

### Etapa 5
| \| Classificació de l'etapa \| Classificació de l'etapa \| Classificació de l'etapa \| Classificació de l'etapa \| Classificació de l'etapa \| \| Corredor \| Corredor \| Equip \| Temps \| \| \| ------------------------ \| -------------------------- \| ---------------------------------- \| ------------------------ \| ------------------------ \| \| 1r \| Jan Hirt \| Intermarché-Wanty-Gobert Matériaux \| 3h 35' 39" \| \| \| 2n \| Kévin Vauquelin \| Arkéa-Samsic \| + 39" \| \| \| 3r \| Élie Gesbert \| Arkéa-Samsic \| + 48" \| \| \| 4t \| Kevin Colleoni \| BikeExchange-Jayco \| + 57" \| \| \| 5è \| Rui Alberto Faria da Costa \| UAE Team Emirates \| + 57" \| \| \| 6è \| Rein Taaramäe \| Intermarché-Wanty-Gobert Matériaux \| + 1' 11" \| \| \| 7è \| Anthon Charmig \| Uno-X Pro Cycling Team \| + 1' 11" \| \| \| 8è \| Henri Vandenabeele \| Team DSM \| + 1' 19" \| \| \| 9è \| Kevin Vermaerke \| Team DSM \| + 1' 43" \| \| \| 10è \| Mauro Schmid \| Quick-Step Alpha Vinyl \| + 1' 43" \| \| |                            |                                    |            |
| |                            |                                    |            |
| Font: ProCyclingStats |                            |                                    |            |
| Classificació de l'etapa |                            |                                    |            |
| Corredor | Corredor                   | Equip                              | Temps      |
| 1r | Jan Hirt                   | Intermarché-Wanty-Gobert Matériaux | 3h 35' 39" |
| 2n | Kévin Vauquelin            | Arkéa-Samsic                       | + 39"      |
| 3r | Élie Gesbert               | Arkéa-Samsic                       | + 48"      |
| 4t | Kevin Colleoni             | BikeExchange-Jayco                 | + 57"      |
| 5è | Rui Alberto Faria da Costa | UAE Team Emirates                  | + 57"      |
| 6è | Rein Taaramäe              | Intermarché-Wanty-Gobert Matériaux | + 1' 11"   |
| 7è | Anthon Charmig             | Uno-X Pro Cycling Team             | + 1' 11"   |
| 8è | Henri Vandenabeele         | Team DSM                           | + 1' 19"   |
| 9è | Kevin Vermaerke            | Team DSM                           | + 1' 43"   |
| 10è | Mauro Schmid               | Quick-Step Alpha Vinyl             | + 1' 43"   |

| \| Classificació general \| Classificació general \| Classificació general \| Classificació general \| Classificació general \| \| Corredor \| Corredor \| Equip \| Temps \| \| \| --------------------- \| -------------------------- \| ---------------------------------- \| --------------------- \| --------------------- \| \| 1r \| Jan Hirt \| Intermarché-Wanty-Gobert Matériaux \| 18h 25' 27" \| \| \| 2n \| Fausto Masnada \| Quick-Step Alpha Vinyl \| + 1' 00" \| \| \| 3r \| Rui Alberto Faria da Costa \| UAE Team Emirates \| + 1' 16" \| \| \| 4t \| Élie Gesbert \| Arkéa-Samsic \| + 1' 18" \| \| \| 5è \| Anthon Charmig \| Uno-X Pro Cycling Team \| + 1' 18" \| \| \| 6è \| Kévin Vauquelin \| Arkéa-Samsic \| + 1' 38" \| \| \| 7è \| Kevin Colleoni \| BikeExchange-Jayco \| + 1' 50" \| \| \| 8è \| Rein Taaramäe \| Intermarché-Wanty-Gobert Matériaux \| + 1' 51" \| \| \| 9è \| Henri Vandenabeele \| Team DSM \| + 1' 54" \| \| \| 10è \| Mauro Schmid \| Quick-Step Alpha Vinyl \| + 2' 01" \| \| |                            |                                    |             |
| |                            |                                    |             |
| Font: ProCyclingStats |                            |                                    |             |
| Classificació general |                            |                                    |             |
| Corredor | Corredor                   | Equip                              | Temps       |
| 1r | Jan Hirt                   | Intermarché-Wanty-Gobert Matériaux | 18h 25' 27" |
| 2n | Fausto Masnada             | Quick-Step Alpha Vinyl             | + 1' 00"    |
| 3r | Rui Alberto Faria da Costa | UAE Team Emirates                  | + 1' 16"    |
| 4t | Élie Gesbert               | Arkéa-Samsic                       | + 1' 18"    |
| 5è | Anthon Charmig             | Uno-X Pro Cycling Team             | + 1' 18"    |
| 6è | Kévin Vauquelin            | Arkéa-Samsic                       | + 1' 38"    |
| 7è | Kevin Colleoni             | BikeExchange-Jayco                 | + 1' 50"    |
| 8è | Rein Taaramäe              | Intermarché-Wanty-Gobert Matériaux | + 1' 51"    |
| 9è | Henri Vandenabeele         | Team DSM                           | + 1' 54"    |
| 10è | Mauro Schmid               | Quick-Step Alpha Vinyl             | + 2' 01"    |

### Etapa 6
| \| Classificació de l'etapa \| Classificació de l'etapa \| Classificació de l'etapa \| Classificació de l'etapa \| Classificació de l'etapa \| \| Corredor \| Corredor \| Equip \| Temps \| \| \| ------------------------ \| ------------------------ \| ------------------------ \| ------------------------ \| ------------------------ \| \| 1r \| Giacomo Nizzolo \| Dimension Data \| 3h 07' 12" \| \| \| 2n \| Sonny Colbrelli \| Bahrain-Merida \| + 0" \| \| \| 3r \| Davide Ballerini \| Astana \| + 0" \| \| \| 4t \| Clément Venturini \| AG2R La Mondiale \| + 0" \| \| \| 5è \| Ryan Gibbons \| Dimension Data \| + 0" \| \| \| 6è \| Boris Vallée \| Wanty-Gobert \| + 0" \| \| \| 7è \| Reto Hollenstein \| Katusha-Alpecin \| + 0" \| \| \| 8è \| Amaury Capiot \| Sport Vlaanderen-Baloise \| + 0" \| \| \| 9è \| Bryan Coquard \| Vital Concept-B&B Hotels \| + 0" \| \| \| 10è \| Sven Erik Bystrøm \| UAE Team Emirates \| + 0" \| \| |                   |                          |            |
| |                   |                          |            |
| Font: ProCyclingStats |                   |                          |            |
| Classificació de l'etapa |                   |                          |            |
| Corredor | Corredor          | Equip                    | Temps      |
| 1r | Giacomo Nizzolo   | Dimension Data           | 3h 07' 12" |
| 2n | Sonny Colbrelli   | Bahrain-Merida           | + 0"       |
| 3r | Davide Ballerini  | Astana                   | + 0"       |
| 4t | Clément Venturini | AG2R La Mondiale         | + 0"       |
| 5è | Ryan Gibbons      | Dimension Data           | + 0"       |
| 6è | Boris Vallée      | Wanty-Gobert             | + 0"       |
| 7è | Reto Hollenstein  | Katusha-Alpecin          | + 0"       |
| 8è | Amaury Capiot     | Sport Vlaanderen-Baloise | + 0"       |
| 9è | Bryan Coquard     | Vital Concept-B&B Hotels | + 0"       |
| 10è | Sven Erik Bystrøm | UAE Team Emirates        | + 0"       |

## Classificacions finals

### Classificació general
| \| Classificació general \| Classificació general \| Classificació general \| Classificació general \| Classificació general \| \| Corredor \| Corredor \| Equip \| Temps \| \| \| --------------------- \| -------------------------- \| ---------------------------------- \| --------------------- \| --------------------- \| \| 1r \| Jan Hirt \| Intermarché-Wanty-Gobert Matériaux \| 22h 35' 43" \| \| \| 2n \| Fausto Masnada \| Quick-Step Alpha Vinyl \| + 1' 00" \| \| \| 3r \| Rui Alberto Faria da Costa \| UAE Team Emirates \| + 1' 16" \| \| \| 4t \| Élie Gesbert \| Arkéa-Samsic \| + 1' 18" \| \| \| 5è \| Anthon Charmig \| Uno-X Pro Cycling Team \| + 1' 18" \| \| \| 6è \| Kévin Vauquelin \| Arkéa-Samsic \| + 1' 38" \| \| \| 7è \| Kevin Colleoni \| BikeExchange-Jayco \| + 1' 50" \| \| \| 8è \| Rein Taaramäe \| Intermarché-Wanty-Gobert Matériaux \| + 1' 51" \| \| \| 9è \| Henri Vandenabeele \| Team DSM \| + 1' 54" \| \| \| 10è \| Mauro Schmid \| Quick-Step Alpha Vinyl \| + 2' 01" \| \| |                            |                                    |             |
| |                            |                                    |             |
| Font: ProCyclingStats |                            |                                    |             |
| Classificació general |                            |                                    |             |
| Corredor | Corredor                   | Equip                              | Temps       |
| 1r | Jan Hirt                   | Intermarché-Wanty-Gobert Matériaux | 22h 35' 43" |
| 2n | Fausto Masnada             | Quick-Step Alpha Vinyl             | + 1' 00"    |
| 3r | Rui Alberto Faria da Costa | UAE Team Emirates                  | + 1' 16"    |
| 4t | Élie Gesbert               | Arkéa-Samsic                       | + 1' 18"    |
| 5è | Anthon Charmig             | Uno-X Pro Cycling Team             | + 1' 18"    |
| 6è | Kévin Vauquelin            | Arkéa-Samsic                       | + 1' 38"    |
| 7è | Kevin Colleoni             | BikeExchange-Jayco                 | + 1' 50"    |
| 8è | Rein Taaramäe              | Intermarché-Wanty-Gobert Matériaux | + 1' 51"    |
| 9è | Henri Vandenabeele         | Team DSM                           | + 1' 54"    |
| 10è | Mauro Schmid               | Quick-Step Alpha Vinyl             | + 2' 01"    |

### Classificacions secundàries
| Classificació per punts | Classificació per punts    | Classificació per punts            | Classificació per punts | Classificació per punts |
| Corredor                | Corredor                   | Equip                              | Punts                   |                         |
| ----------------------- | -------------------------- | ---------------------------------- | ----------------------- | ----------------------- |
| 1r                      | Fernando Gaviria Rendón    | UAE Team Emirates                  | 37 pts                  |                         |
| 2n                      | Kaden Groves               | BikeExchange-Jayco                 | 33 pts                  |                         |
| 3r                      | Jan Hirt                   | Intermarché-Wanty-Gobert Matériaux | 32 pts                  |                         |
| 4t                      | Amaury Capiot              | Arkéa-Samsic                       | 28 pts                  |                         |
| 5è                      | Mark Cavendish             | Quick-Step Alpha Vinyl             | 27 pts                  |                         |
| 6è                      | Fausto Masnada             | Quick-Step Alpha Vinyl             | 24 pts                  |                         |
| 7è                      | Anthon Charmig             | Uno-X Pro Cycling Team             | 24 pts                  |                         |
| 8è                      | Kévin Vauquelin            | Arkéa-Samsic                       | 24 pts                  |                         |
| 9è                      | Rui Alberto Faria da Costa | UAE Team Emirates                  | 21 pts                  |                         |
| 10è                     | Élie Gesbert               | Arkéa-Samsic                       | 18 pts                  |                         |

| Classificació per punts | Classificació per punts    | Classificació per punts            | Classificació per punts | Classificació per punts |
| Corredor                | Corredor                   | Equip                              | Punts                   |                         |
| ----------------------- | -------------------------- | ---------------------------------- | ----------------------- | ----------------------- |
| 1r                      | Fernando Gaviria Rendón    | UAE Team Emirates                  | 37 pts                  |                         |
| 2n                      | Kaden Groves               | BikeExchange-Jayco                 | 33 pts                  |                         |
| 3r                      | Jan Hirt                   | Intermarché-Wanty-Gobert Matériaux | 32 pts                  |                         |
| 4t                      | Amaury Capiot              | Arkéa-Samsic                       | 28 pts                  |                         |
| 5è                      | Mark Cavendish             | Quick-Step Alpha Vinyl             | 27 pts                  |                         |
| 6è                      | Fausto Masnada             | Quick-Step Alpha Vinyl             | 24 pts                  |                         |
| 7è                      | Anthon Charmig             | Uno-X Pro Cycling Team             | 24 pts                  |                         |
| 8è                      | Kévin Vauquelin            | Arkéa-Samsic                       | 24 pts                  |                         |
| 9è                      | Rui Alberto Faria da Costa | UAE Team Emirates                  | 21 pts                  |                         |
| 10è                     | Élie Gesbert               | Arkéa-Samsic                       | 18 pts                  |                         |

| Classificació de la combativitat | Classificació de la combativitat | Classificació de la combativitat   | Classificació de la combativitat | Classificació de la combativitat |
| Corredor                         | Corredor                         | Equip                              | Punts                            |                                  |
| -------------------------------- | -------------------------------- | ---------------------------------- | -------------------------------- | -------------------------------- |
| 1r                               | Peio Goikoetxea                  | Euskaltel-Euskadi                  | 18 pts                           |                                  |
| 2n                               | Antonio Angulo                   | Euskaltel-Euskadi                  | 17 pts                           |                                  |
| 3r                               | Samuele Zoccarato                | Bardiani CSF Faizanè               | 14 pts                           |                                  |
| 4t                               | Victor Langellotti               | Burgos-BH                          | 8 pts                            |                                  |
| 5è                               | Jan Hirt                         | Intermarché-Wanty-Gobert Matériaux | 6 pts                            |                                  |

| Classificació de la combativitat | Classificació de la combativitat | Classificació de la combativitat   | Classificació de la combativitat | Classificació de la combativitat |
| Corredor                         | Corredor                         | Equip                              | Punts                            |                                  |
| -------------------------------- | -------------------------------- | ---------------------------------- | -------------------------------- | -------------------------------- |
| 1r                               | Peio Goikoetxea                  | Euskaltel-Euskadi                  | 18 pts                           |                                  |
| 2n                               | Antonio Angulo                   | Euskaltel-Euskadi                  | 17 pts                           |                                  |
| 3r                               | Samuele Zoccarato                | Bardiani CSF Faizanè               | 14 pts                           |                                  |
| 4t                               | Victor Langellotti               | Burgos-BH                          | 8 pts                            |                                  |
| 5è                               | Jan Hirt                         | Intermarché-Wanty-Gobert Matériaux | 6 pts                            |                                  |

| Classificació del millor jove | Classificació del millor jove | Classificació del millor jove | Classificació del millor jove | Classificació del millor jove |
| Corredor                      | Corredor                      | Equip                         | Temps                         |                               |
| ----------------------------- | ----------------------------- | ----------------------------- | ----------------------------- | ----------------------------- |
| 1r                            | Anthon Charmig                | Uno-X Pro Cycling Team        | 22h 37' 01"                   |                               |
| 2n                            | Kévin Vauquelin               | Arkéa-Samsic                  | + 20"                         |                               |
| 3r                            | Kevin Colleoni                | BikeExchange-Jayco            | + 32"                         |                               |
| 4t                            | Henri Vandenabeele            | Team DSM                      | + 36"                         |                               |
| 5è                            | Mauro Schmid                  | Quick-Step Alpha Vinyl        | + 43"                         |                               |
| 6è                            | Kevin Vermaerke               | Team DSM                      | + 59"                         |                               |
| 7è                            | Filippo Zana                  | Bardiani CSF Faizanè          | + 1' 56"                      |                               |
| 8è                            | Denís Nekràssov               | Gazprom-RusVelo               | + 2' 16"                      |                               |
| 9è                            | Luca Covili                   | Bardiani CSF Faizanè          | + 2' 23"                      |                               |
| 10è                           | Hugo Toumire                  | Cofidis                       | + 3' 14"                      |                               |

| Classificació del millor jove | Classificació del millor jove | Classificació del millor jove | Classificació del millor jove | Classificació del millor jove |
| Corredor                      | Corredor                      | Equip                         | Temps                         |                               |
| ----------------------------- | ----------------------------- | ----------------------------- | ----------------------------- | ----------------------------- |
| 1r                            | Anthon Charmig                | Uno-X Pro Cycling Team        | 22h 37' 01"                   |                               |
| 2n                            | Kévin Vauquelin               | Arkéa-Samsic                  | + 20"                         |                               |
| 3r                            | Kevin Colleoni                | BikeExchange-Jayco            | + 32"                         |                               |
| 4t                            | Henri Vandenabeele            | Team DSM                      | + 36"                         |                               |
| 5è                            | Mauro Schmid                  | Quick-Step Alpha Vinyl        | + 43"                         |                               |
| 6è                            | Kevin Vermaerke               | Team DSM                      | + 59"                         |                               |
| 7è                            | Filippo Zana                  | Bardiani CSF Faizanè          | + 1' 56"                      |                               |
| 8è                            | Denís Nekràssov               | Gazprom-RusVelo               | + 2' 16"                      |                               |
| 9è                            | Luca Covili                   | Bardiani CSF Faizanè          | + 2' 23"                      |                               |
| 10è                           | Hugo Toumire                  | Cofidis                       | + 3' 14"                      |                               |

| Classificació per equips | Classificació per equips           | Classificació per equips | Classificació per equips |
| Equip                    | Equip                              | Temps                    |                          |
| ------------------------ | ---------------------------------- | ------------------------ | ------------------------ |
| 1r                       | Arkéa-Samsic                       | 67h 53' 48"              |                          |
| 2n                       | Intermarché-Wanty-Gobert Matériaux | + 7"                     |                          |
| 3r                       | Team DSM                           | + 2' 01"                 |                          |
| 4t                       | Bardiani-CSF-Faizanè               | + 9' 31"                 |                          |
| 5è                       | Quick-Step Alpha Vinyl             | + 10' 05"                |                          |

| Classificació per equips | Classificació per equips           | Classificació per equips | Classificació per equips |
| Equip                    | Equip                              | Temps                    |                          |
| ------------------------ | ---------------------------------- | ------------------------ | ------------------------ |
| 1r                       | Arkéa-Samsic                       | 67h 53' 48"              |                          |
| 2n                       | Intermarché-Wanty-Gobert Matériaux | + 7"                     |                          |
| 3r                       | Team DSM                           | + 2' 01"                 |                          |
| 4t                       | Bardiani-CSF-Faizanè               | + 9' 31"                 |                          |
| 5è                       | Quick-Step Alpha Vinyl             | + 10' 05"                |                          |

## Evolució de les classificacions
| Etapes                 | Vencedor               | Classificació general | Classificació per punts | Classificació dels joves | Classificació de la combativitat | Classificació par equips           |
| ---------------------- | ---------------------- | --------------------- | ----------------------- | ------------------------ | -------------------------------- | ---------------------------------- |
| 1                      | Fernando Gaviria       | Fernando Gaviria      | Fernando Gaviria        | Kaden Groves             | Peio Goikoetxea                  | UAE Team Emirates                  |
| 2                      | Mark Cavendish         | Mark Cavendish        | Mark Cavendish          | Kaden Groves             | Peio Goikoetxea                  | UAE Team Emirates                  |
| 3                      | Anthon Charmig         | Anthon Charmig        | Mark Cavendish          | Anthon Charmig           | Peio Goikoetxea                  | Intermarché-Wanty-Gobert Matériaux |
| 4                      | Fausto Masnada         | Fausto Masnada        | Mark Cavendish          | Anthon Charmig           | Peio Goikoetxea                  | Intermarché-Wanty-Gobert Matériaux |
| 5                      | Jan Hirt               | Jan Hirt              | Jan Hirt                | Anthon Charmig           | Peio Goikoetxea                  | Arkéa-Samsic                       |
| 6                      | Fernando Gaviria       | Jan Hirt              | Fernando Gaviria        | Anthon Charmig           | Peio Goikoetxea                  | Arkéa-Samsic                       |
| Classificacions finals | Classificacions finals | Jan Hirt              | Fernando Gaviria        | Anthon Charmig           | Peio Goikoetxea                  | Arkéa-Samsic                       |